# Buckelwiesen am Geißschädel

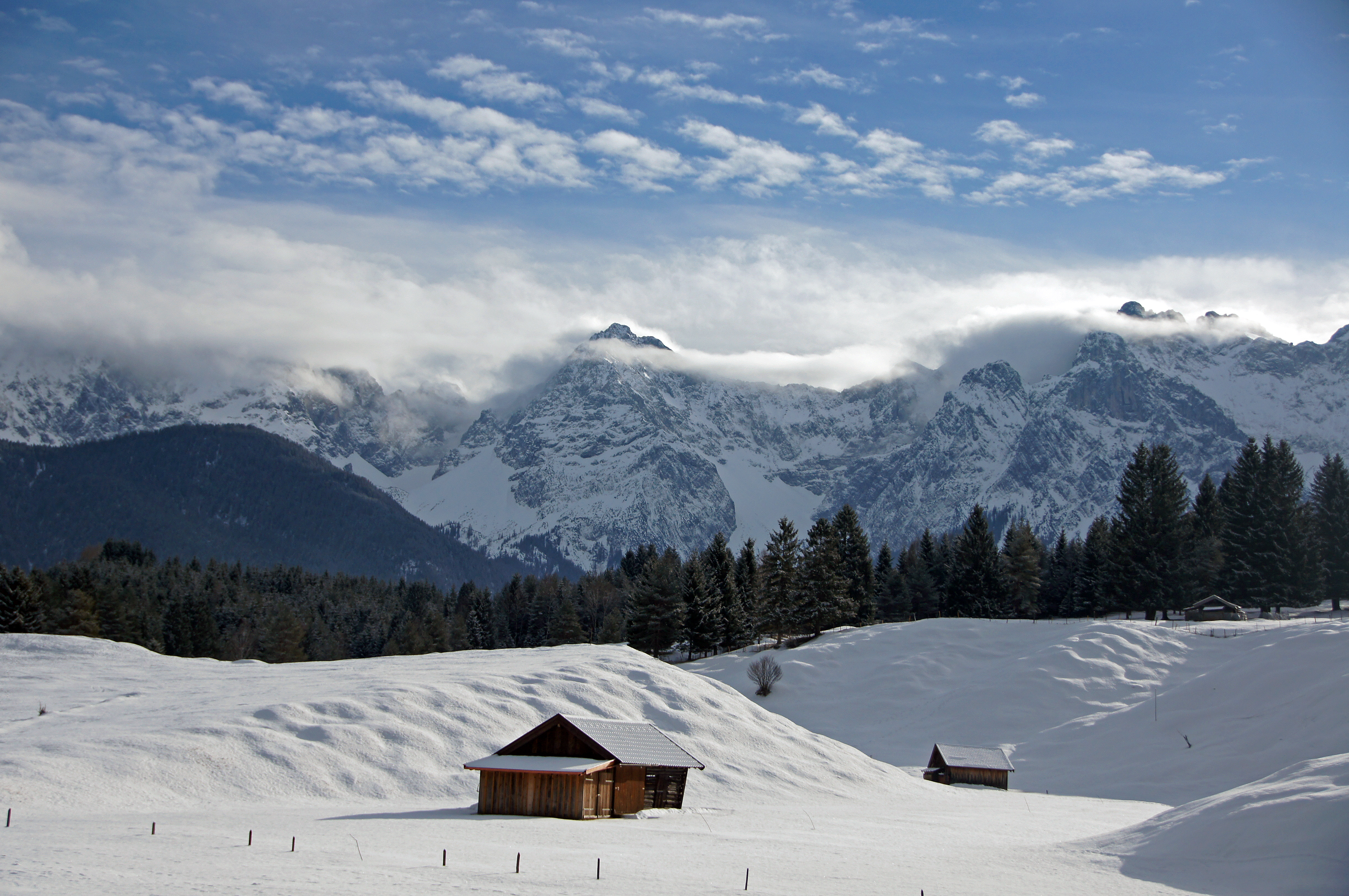
Naturschutzgebiet Buckelwiesen am Geißschädel

Das Naturschutzgebiet Buckelwiesen am Geißschädel liegt auf dem Gebiet der Gemeinde Krün im Landkreis Garmisch-Partenkirchen in Oberbayern. Das Gebiet ist Teil des FFH-Gebietes Mittenwalder Buckelwiesen (8533-301).
Das 27,5 ha große Gebiet mit der Nr. NSG-00324.01, das im Jahr 1994 unter Naturschutz gestellt wurde, erstreckt sich nordöstlich des Krüner Ortsteils Klais und westlich des Kernortes Krün. Am östlichen Rand und südlich verläuft die B 2 (= E 533). Nördlich liegen der 3,75 ha große Grubsee und der 55 ha große Barmsee. Östlich fließt die Isar, westlich erstreckt sich das 35,2 ha große Naturschutzgebiet Buckelwiesen am Plattele.